# 게임트레일러스
게임트레일러스(GameTrailers, GT)는 미국의 게임 영상 및 정보들을 다루는 인터넷 사이트다.

## 개요
- 각 게임사에서 공개한 티져 영상 이외에도 게임에 대한 분석, 플레이 영상(부분), 프리뷰, 소개 동영상, 플레이 동영상, 리뷰 등을 제공한다. 동영상의 경우 960×540판과 480×360판을 함께 제공한다.
- 이 사이트에는 스크류어택 엔터테인먼트나 스파이크 등의 다른 사이트들과 계약을 맺고 특별 영상등을 촬영지원, (독점적으로)특정 영상의 게시 등을 하고 있다
- 회원은 공식적인 게임 관련 영상의 다운로드와 동영상 올리기, 블로그 만들기, 포럼 참여 등의 활동을 할 수 있다. 게임이나 그 밖의 관심거리에 대한 모임을 만들 수도 있으며 모임에게는 전용 포럼이 주어진다.
- 게임트레일러스 달러스(GameTrailers Dollars, GTD)라는 화폐가 있다. 이 화폐는 사이트 안에서의 여러 가지 활동을 통해 얻을 수 있으며 이 화폐로 가상 아이템이나 실제 상품을 살 수 있다.

### 관련 사이트
- 스크류어택 엔터테인먼츠[깨진 링크(과거 내용 찾기)]
- 스파이크 디지털 엔터테인먼츠
- 위키치트